# Jeux des îles de l'océan Indien 2015
Navigation
Édition précédente Édition suivante
Les Jeux des îles de l'océan Indien 2015 sont des jeux sportifs organisés du 1er au 8 août 2015. Il s'agit de la neuvième édition des Jeux des îles de l'océan Indien et de la troisième prenant place à La Réunion en particulier après les premiers Jeux de 1979 et ceux de 1998. 
Le début des Jeux est marqué par de nombreuses crises qui voient l'ensemble de la délégation comorienne se retirer de la compétition et le tournoi de volley-ball féminin annulé à la suite de l'exclusion par le COJ de Myriam Kloster de la sélection réunionnaise.

## Sites des Jeux des îles de l'océan Indien 2015
| Sites                              | Sports          |
| ---------------------------------- | --------------- |
| Stade Jean-Ivoula                  | Football        |
| Stade Michel-Volnay                | Football        |
| Stade Baby-Larivière               | Football        |
| Stade Jean-Allane                  | Football        |
| Stade Lambrakis                    | Football        |
| Stade Paul-Julius Bénard           | Athlétisme      |
| Gymnase Daniel Narcisse            | Handball        |
| Complexe Sportif municipal du Port | Basket-ball     |
| Gymnase municipal de Saint-Leu     | Volley-ball     |
| Gymnase Nelson Mandela             | Boxe            |
| Dojo Régional de Champ Fleuri      | Judo            |
| Gymnase de Champ Fleuri            | Volley-ball     |
| Tennis Club de Champ Fleuri        | Tennis          |
| Gymnase des Deux Canons            | Tennis de table |
| Gymnase du Moufia                  | Haltérophilie   |
| Gymnase Michel Debré               | Badminton       |
| Piscine Michel Debré               | Natation        |
| Bassin Nautique des Mascareignes   | Voile           |

## Sports au programme
Un total de 14 sports sont au programme de ces Jeux :
| - Athlétisme (62) - Badminton (5) - Basket-ball (2) - Boxe (10) - Cyclisme (3) - Football (2) - Handball (1) | - Haltérophilie (15) - Judo (24) - Natation (20) - Tennis (4) - Tennis de table (14) - Voile (9) - Volley-ball (2) |

## Cérémonies d'ouverture et de clôture
La cérémonie d'ouverture de ces Jeux a débuté à 16 h du soir heure locale (fuseau horaire UTC+4), au Stade Paul-Julius-Bénard à Saint-Paul, devant 10 000 spectateurs. Les sept nations participantes ont vu leurs 2 000 sportifs défiler. Pendant la cérémonie, les Comores ont décidé de quitter subitement le stade, à la suite de la violation de la Charte des Jeux des îles. Le règlement prévoit que Mayotte doit défiler sous le drapeau des Jeux. Ce compromis s'inspire des Jeux Olympiques où les pays dans la même situation que Mayotte défilent derrière le drapeau olympique. Mais Mayotte a défilé derrière le drapeau de la France, ce qui a spontanément entraîné le départ des athlètes comoriens du stade.  Le gouvernement comorien a ensuite annoncé son retrait de ces jeux. 
Le ministre de la Jeunesse est des sports français, Patrick Kanner, a déclaré officiellement ouverts les IXe Jeux des îles de l'océan Indien. La Réunionnaise Nelly Ramassamy et le Réunionnais Jean Mayer ont allumé, ensemble, la flamme des Jeux. La soirée s'est poursuivie avec un spectacle conclu par un feu d'artifice.

## Tableau des médailles
Le tableau suivant présente le bilan par nation des médailles obtenues lors de ces Jeux:
| Rang | Nation     | Or | Argent | Bronze | Total |
| ---- | ---------- | -- | ------ | ------ | ----- |
| 1    | La Réunion | 84 | 72     | 53     | 209   |
| 2    | Maurice    | 66 | 49     | 70     | 185   |
| 3    | Madagascar | 36 | 45     | 42     | 123   |
| 4    | Seychelles | 25 | 40     | 31     | 96    |
| 5    | Mayotte    | 2  | 6      | 5      | 13    |
| 6    | Maldives   | 1  | 2      | 5      | 8     |
| 7    | Comores*   | 0  | 0      | 0      | 0     |

      Pays organisateur 
{*} Les Comores sont également de la partie, mais sa délégation décide de rentrer au pays à l’issue de la cérémonie d’ouverture qui s’est déroulée au stade Paul Julius Benard à Saint-Paul.